# بخش جزمان
بخش جزمان، یکی از بخش‌های شهرستان هلیلان در استان ایلام ایران است. مرکز این بخش، روستای چشمه ماهی است.

## تقسیمات کشوری
- بخش جزمان
  - دهستان داربید
  - دهستان زردلان

## جمعیت
بر پایه سرشماری عمومی نفوس و مسکن در سال ۱۳۹۵، جمعیت بخش جزمان برابر با ۵٬۸۲۹ نفر بوده‌است.